# Hypsicera makiharai
Hypsicera makiharai là một loài tò vò trong họ Ichneumonidae.